# 1523

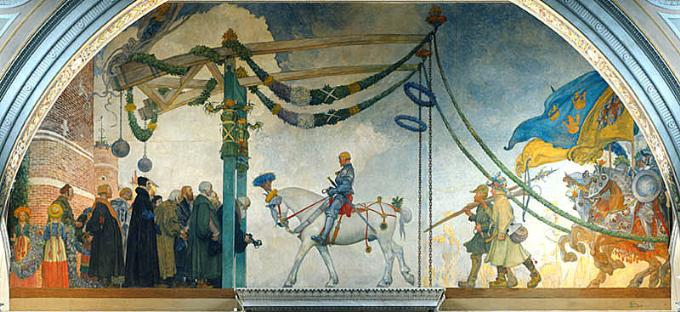
intocht van Gustaaf Wasa in Stockholm

Het jaar 1523 is het 23e jaar in de 16e eeuw volgens de christelijke jaartelling.

## Gebeurtenissen
januari
- 1 - De Orde van Sint-Jan verlaat Rhodos nadat het door de Ottomanen op hen is veroverd.
- 5 - Doorbraak in de Lekdijk nabij De Heul.
- 20 - De edelen van Jutland komen in opstand tegen Christiaan II en roepen Frederik van Holstein uit tot koning.
- 29 - Grote Disputatie: Godsdienstgesprek te Zürich. Hervormer Huldrych Zwingli wordt tot winnaar verklaard.
- januari - Cornelis Hoen, lid van het Hof van Holland, wordt door de Inquisitie gearresteerd op verdenking van ketterij.
- januari - Landvoogdes Margaretha van Oostenrijk laat het Antwerpse augustijnenklooster, dat ze ziet als een bron van Lutherij, tot de grond afbreken.

februari
- 24 - Huwelijk van Hendrik IV Corsselaar en Johanna van Lannoy

maart
- 2 - Huwelijk van Lodewijk I van Nassau-Weilburg en Elisabeth van Sayn-Hachenburg
- 8 - Frederik van Holstein verklaart Christiaan II van Denemarken de oorlog in de strijd om de Deense kroon.

april
- 4 - Katharina von Bora ontvlucht het cisterciënzerklooster waar ze door haar vader is ondergebracht. Met elf andere nonnen wordt ze, verstopt in een lege harington, naar buiten gesmokkeld door een vriend van Maarten Luther.
- 13 - Christiaan II van Denemarken vlucht naar de Nederlanden.

mei
- 6 - Met de overgave van de zwaargewonde ridder Franz von Sickingen eindigt in het Rijnland de Ridderoorlog. De ridders zijn definitief geen macht van betekenis meer in de Duitse sociale orde.
- 27 - De Zweedse opstandelingen onder Gustaaf Wasa nemen Kalmar in.

juni
- 6 - Gustaaf Wasa wordt gekozen tot koning van Zweden. (zie ook Nationale feestdag van Zweden)
- 17 - Gustaaf Wasa verovert Stockholm.

juli
- 1 - Eerste executie van protestanten in de Nederlanden. Op de Grote Markt van Brussel sterven de augustijner monniken Hendrik Voes en Jan van Essen op de brandstapel.
- 7 - Executie Wijerd Jelckama te Leeuwarden. Jelckama was de laatste overgebleven Friese opstandeling.
- 29 - Vrede van Worms: Venetië stapt uit de Italiaanse Oorlog.

augustus
- 3 - De Kerkelijke Staat sluit zich aan bij de anti-Franse partij in de Italiaanse Oorlog.

september
- 1 - Stichting van Vasilsoersk.
- 10 - Willem van Enckevoirt wordt tot kardinaal verheven.
- 18 - Engels leger onder Charles Brandon, aangevuld met Vlaams-keizerlijke troepen, valt Frankrijk binnen vanuit Calais.
- 20 - Inname van Steenwijk: Karel van Gelre neemt Steenwijk in. De stad zal echter 2 maanden later alweer in keizerlijke handen vallen.

oktober
- 26 - 29 - Een tweede disputatie in Zürich, vooral over de mis en de beelden. Na deze tweede disputatie beveelt de stadsraad van Zürich alle altaren, beelden, kruisen en orgels uit de kerken te verwijderen.
- 30 - De Engelsen onder Charles Brandon trekken zich bij gebrek aan steun van Karel V terug uit Parijs en trekken terug naar Calais.

zonder datum
- Gonzalo de Sandoval verovert Zuid-Mexico voor Spanje.
- Pedro de Alvarado begint de verovering van Guatemala.
- Verdrag van Quedlinburg: Einde van de Hildesheimse Stiftsoorlog. De bisschop van Hildesheim moet het grootste deel van zijn wereldlijk grondgebied afstaan aan Brunswijk-Wolfenbüttel en Brunswijk-Calenberg.
- Francisco Hernández de Córdoba sticht de stad León (Nicaragua).
- Begin van de bouw van de kathedraal van Granada.
- Catharina van Hollebeke herstelt het Hospitaal van Zaamslag.

## Beeldende kunst

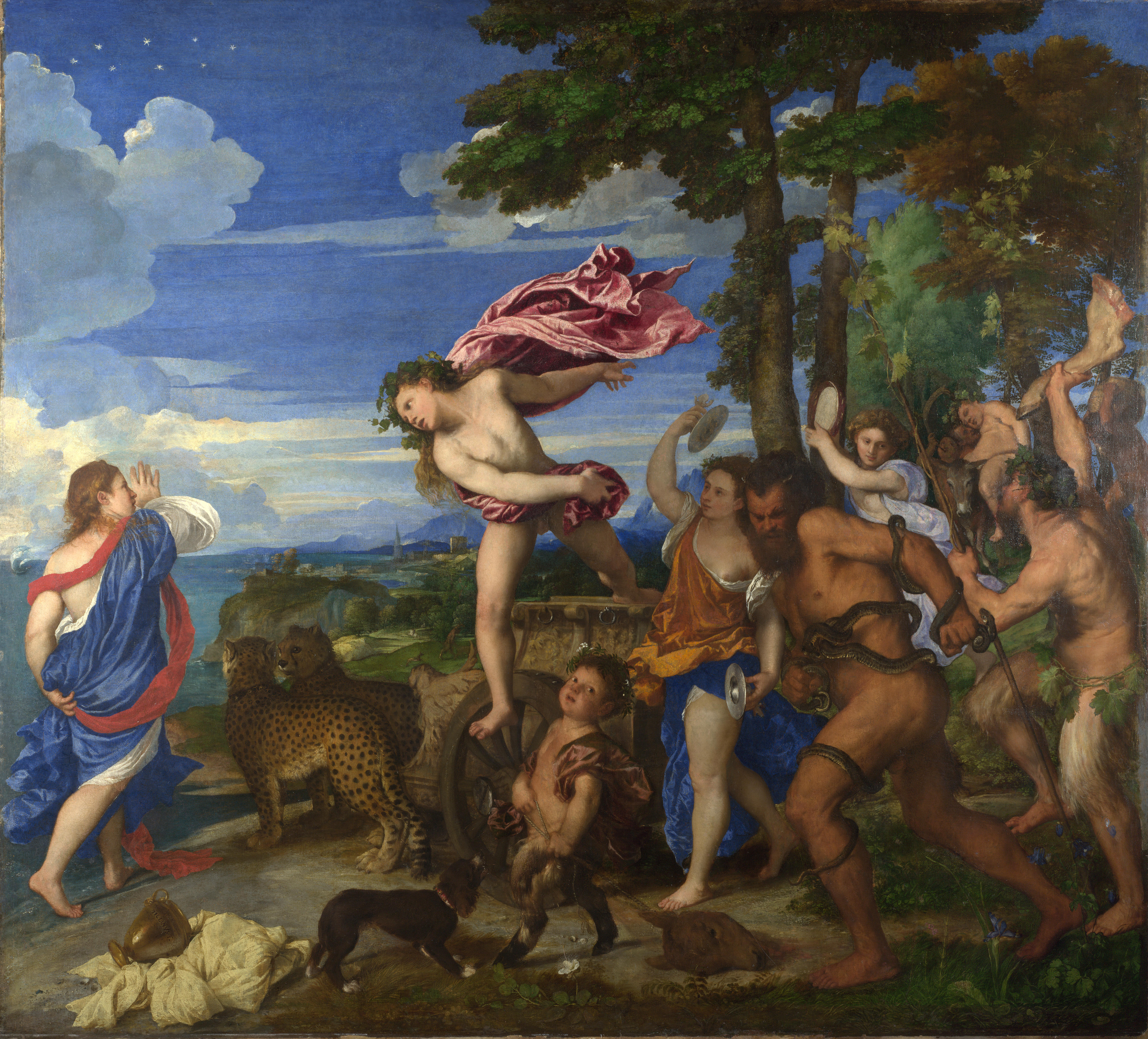
Titiaan: Bacchus en Ariadne
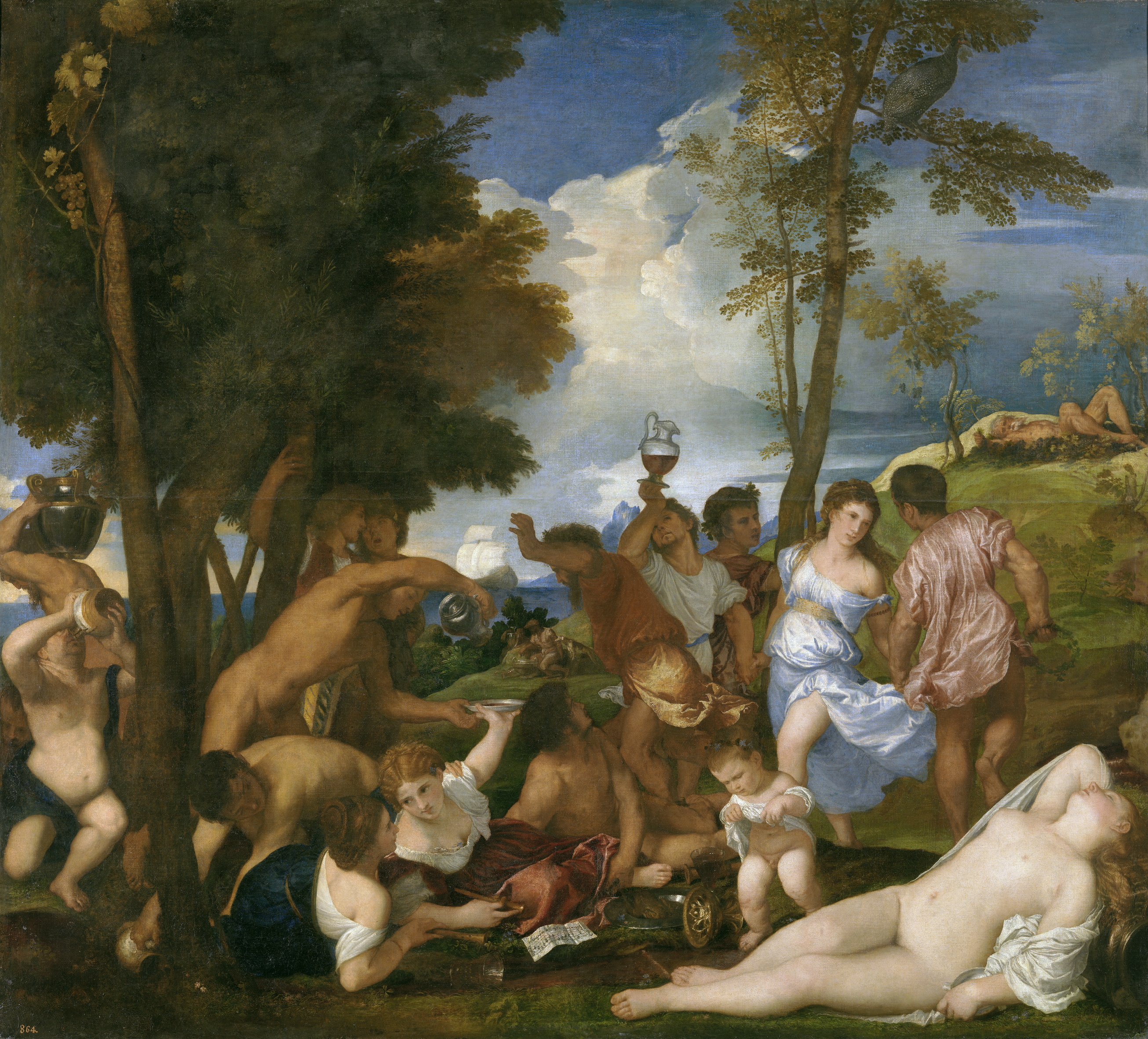
Titiaan: Het Bacchanaal
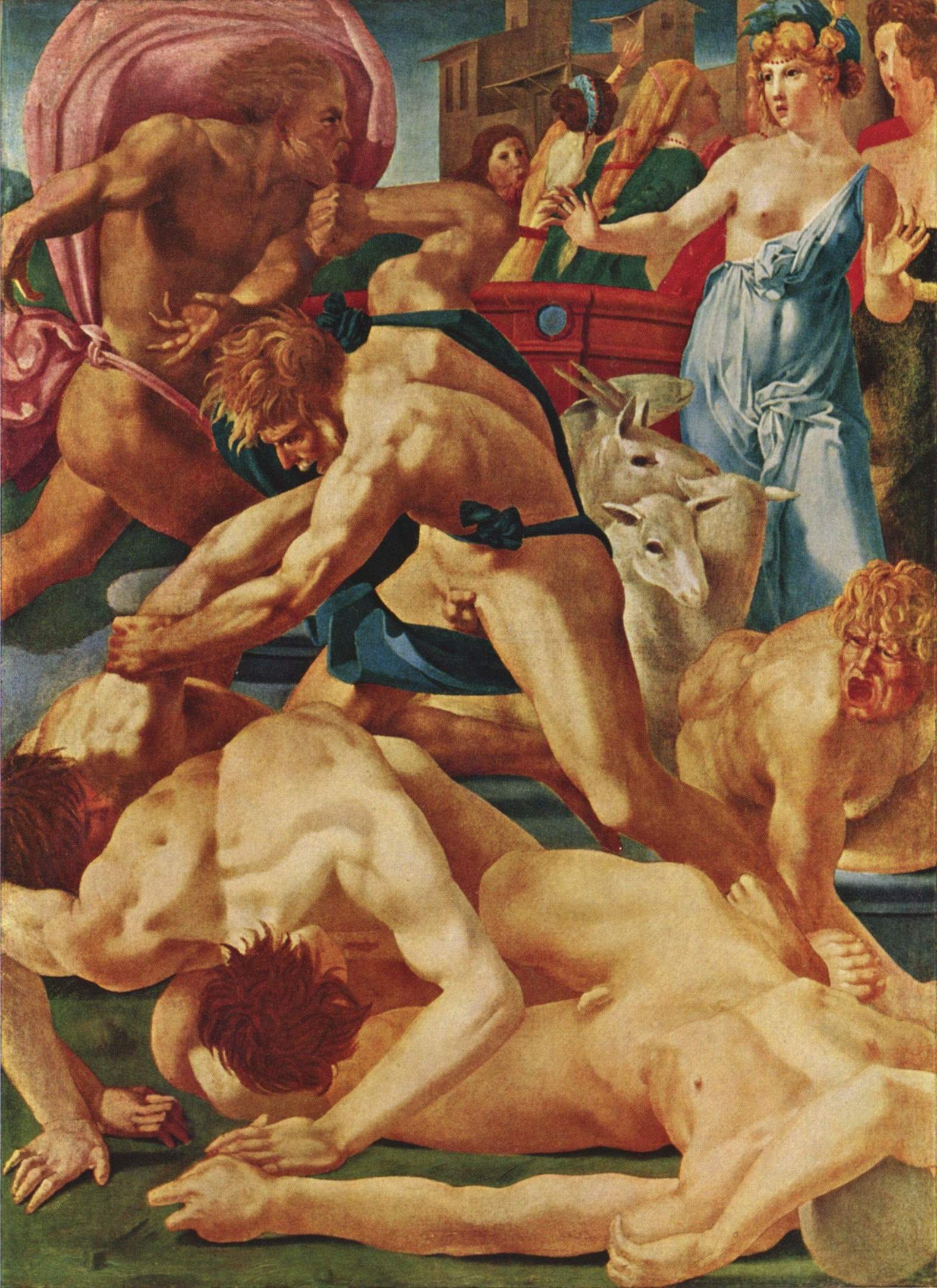
Rosso Fiorentino: Mozes verdedigt de dochter van Jetro
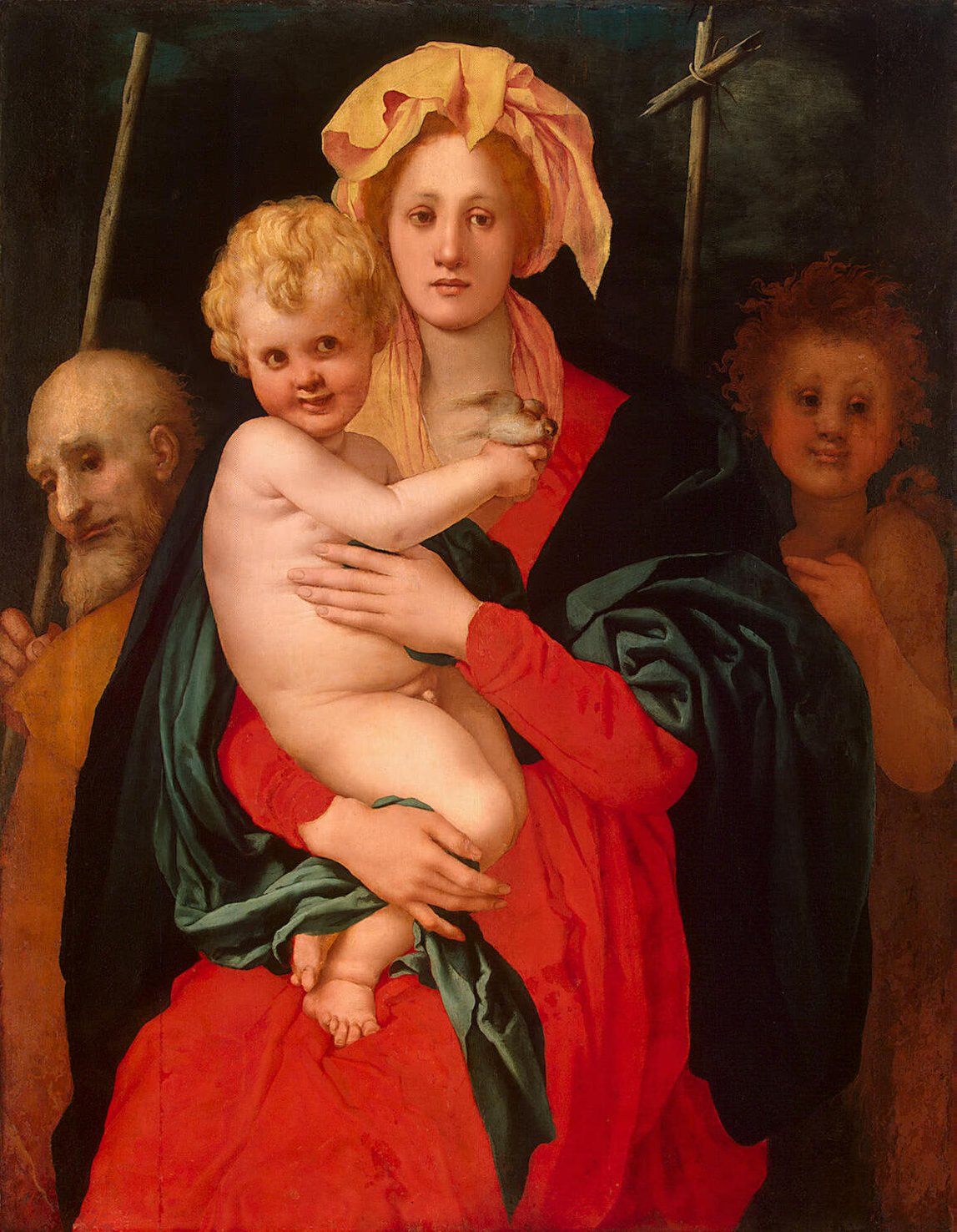
Jacopo Pontormo: Heilige familie met Johannes de Doper
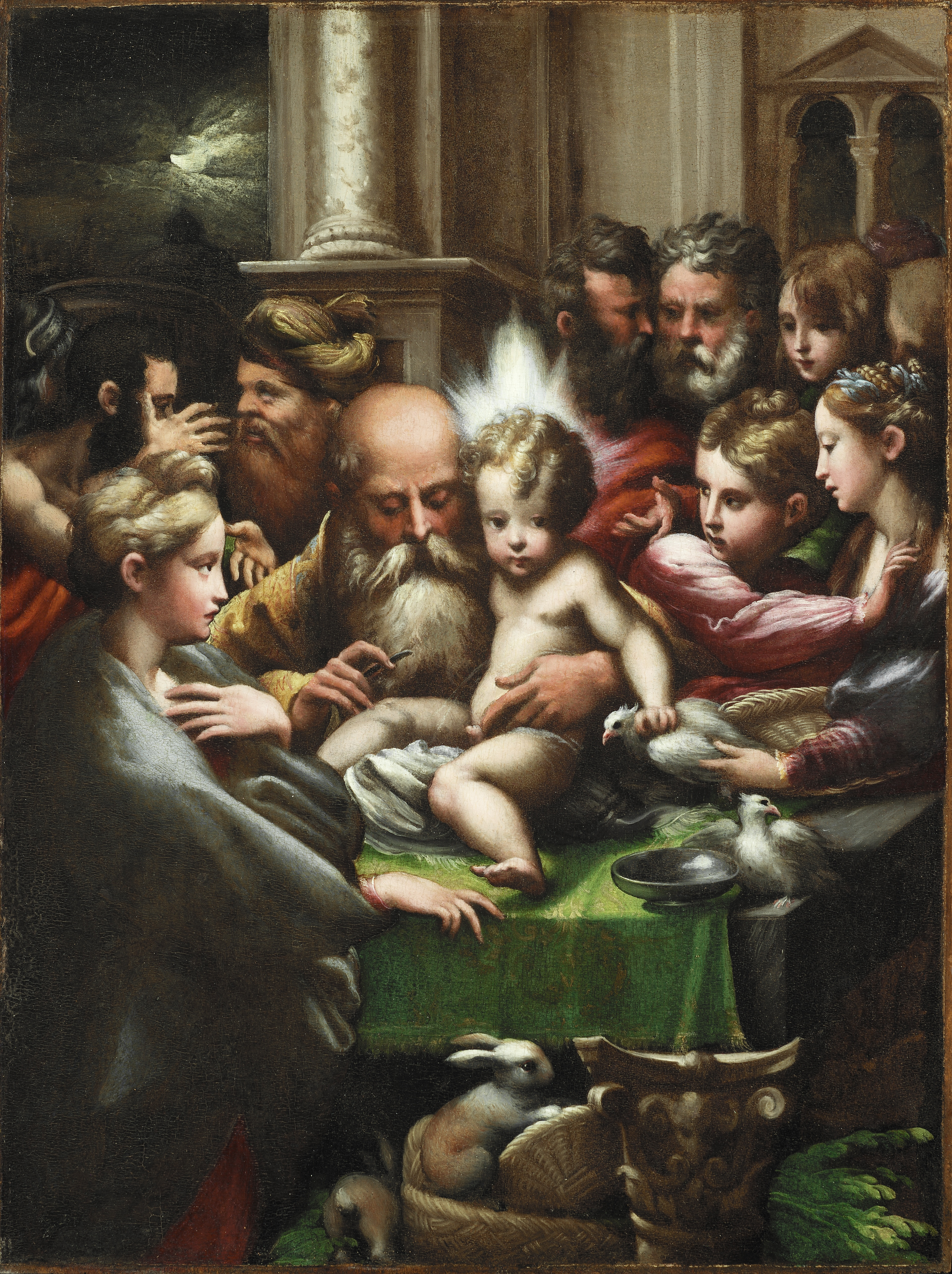
Parmigianino: De besnijdenis
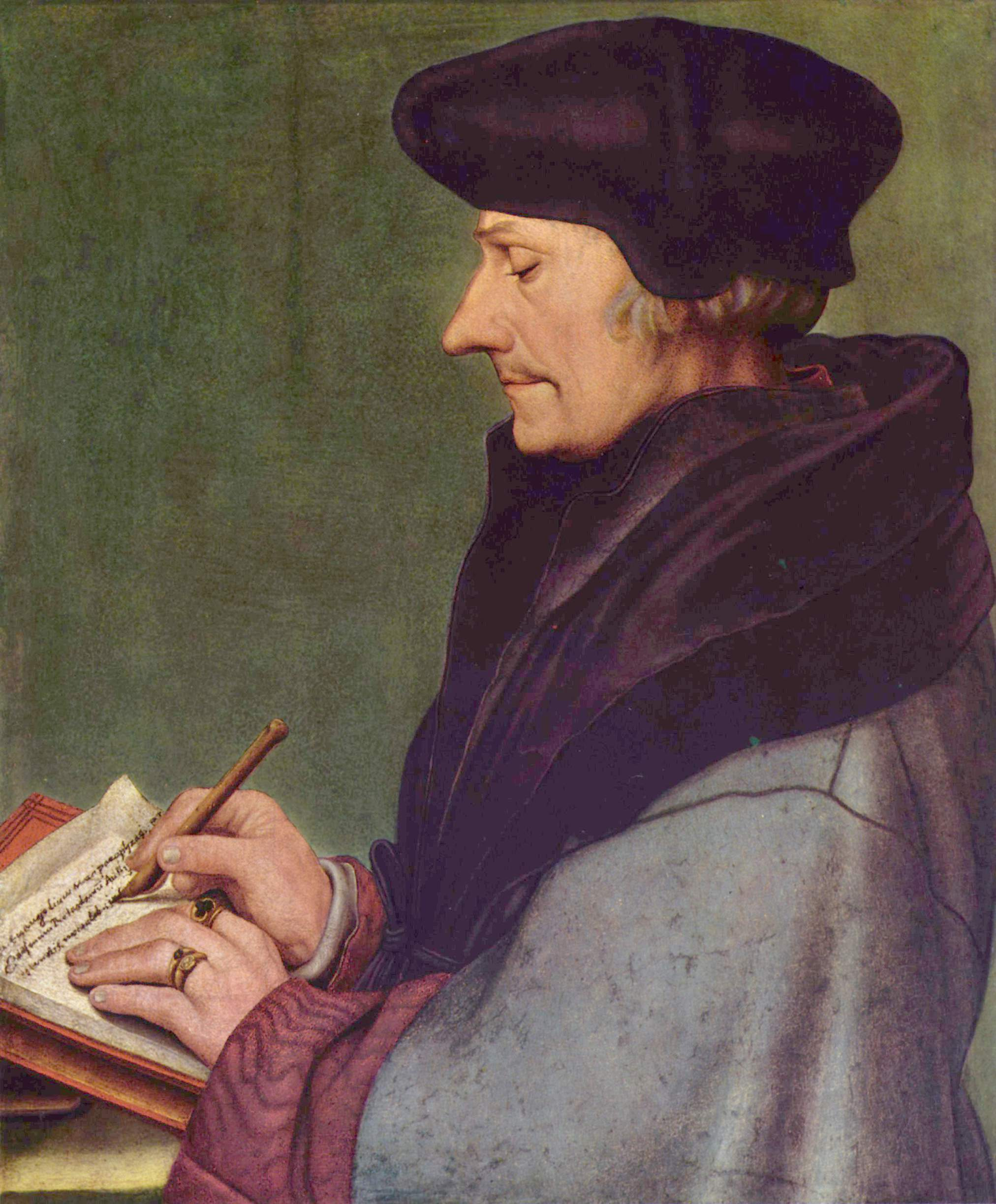
Hans Holbein de Jongere: Portret van Desiderius Erasmus

## Opvolging
- patriarch van Antiochië (Grieks) - Dorotheüs III opgevolgd door Michaëlis V
- Denemarken en Noorwegen - Christiaan II opgevolgd door zijn oom Frederik I
- Florence - Giulio de' Medici opgevolgd door zijn neef Ippolito de' Medici
- Manipur - Nongyin Phaaba opgevolgd door Senbi Khomba
- Monaco - Lucianus opgevolgd door zijn zoon Honorius I onder regentschap van diens oom Augustinus
- Nassau-Weilburg - Lodewijk I opgevolgd door zijn zoon Filips III
- paus - Adrianus VI opgevolgd door Giulio de' Medici als Clemens VII
- Pommeren - Bogislaw X opgevolgd door zijn zoons George I en Barnim IX
- Venetië - Antonio Grimani opgevolgd door Andrea Gritti
- Zweden - Gustaaf I als opvolger van Christiaan II van Denemarken

## Afbeeldingen

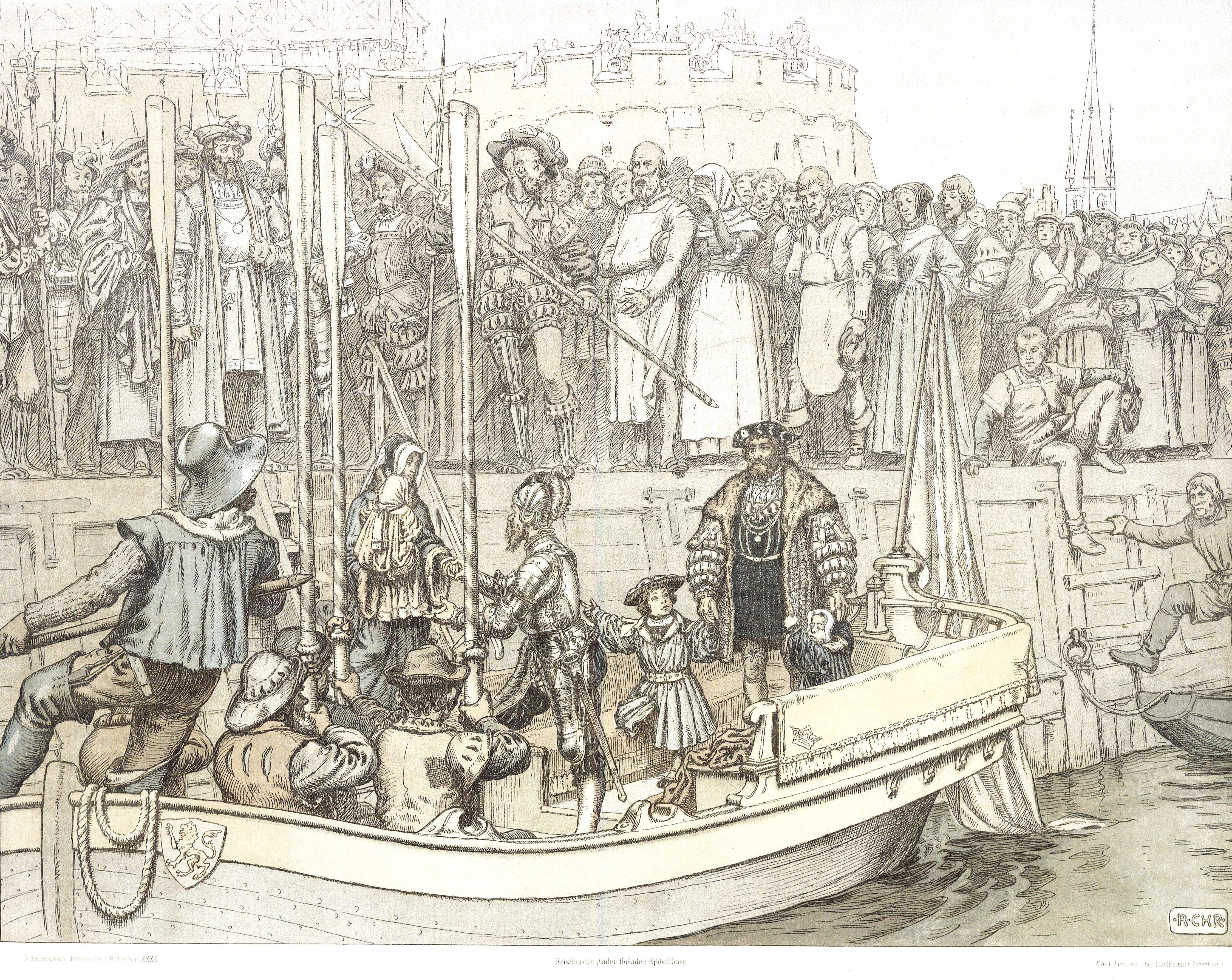
Christiaan II verlaat Kopenhagen
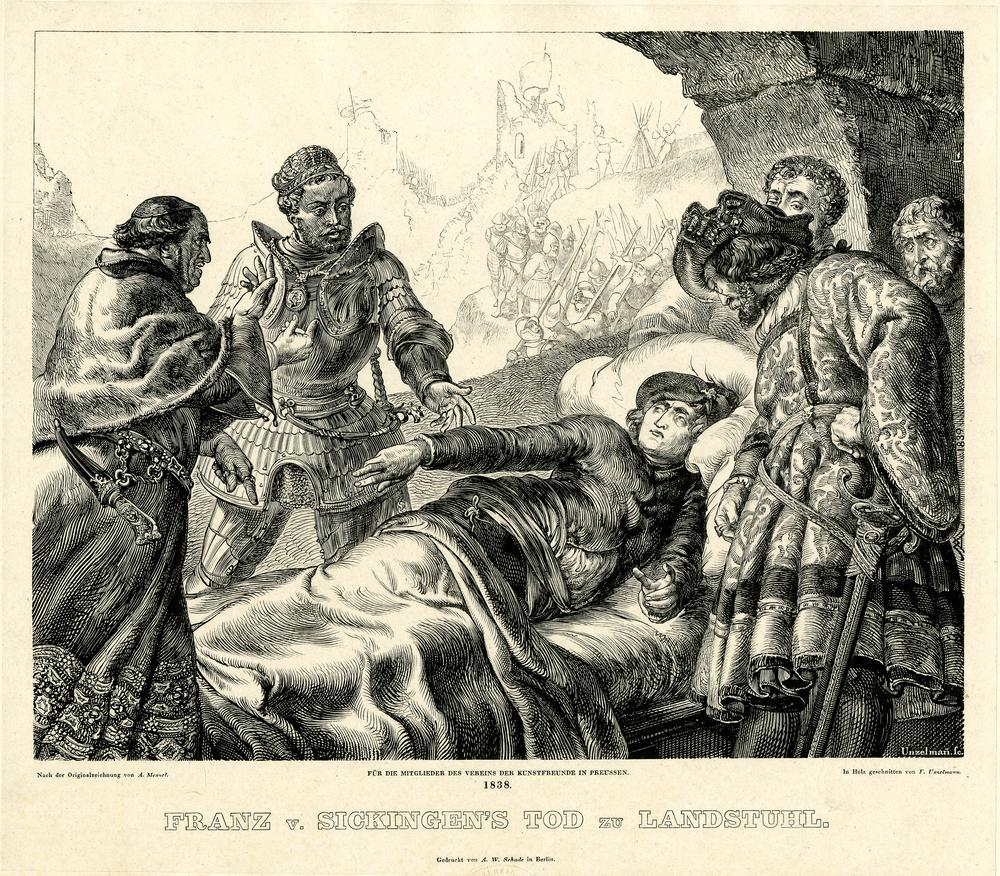
Franz von Sickingen op zijn sterfbed
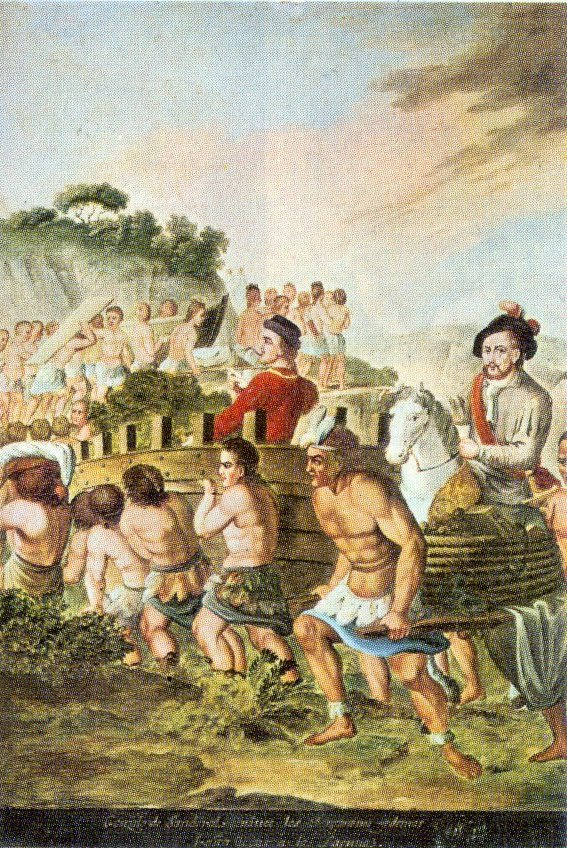
Gonzalo de Sandoval
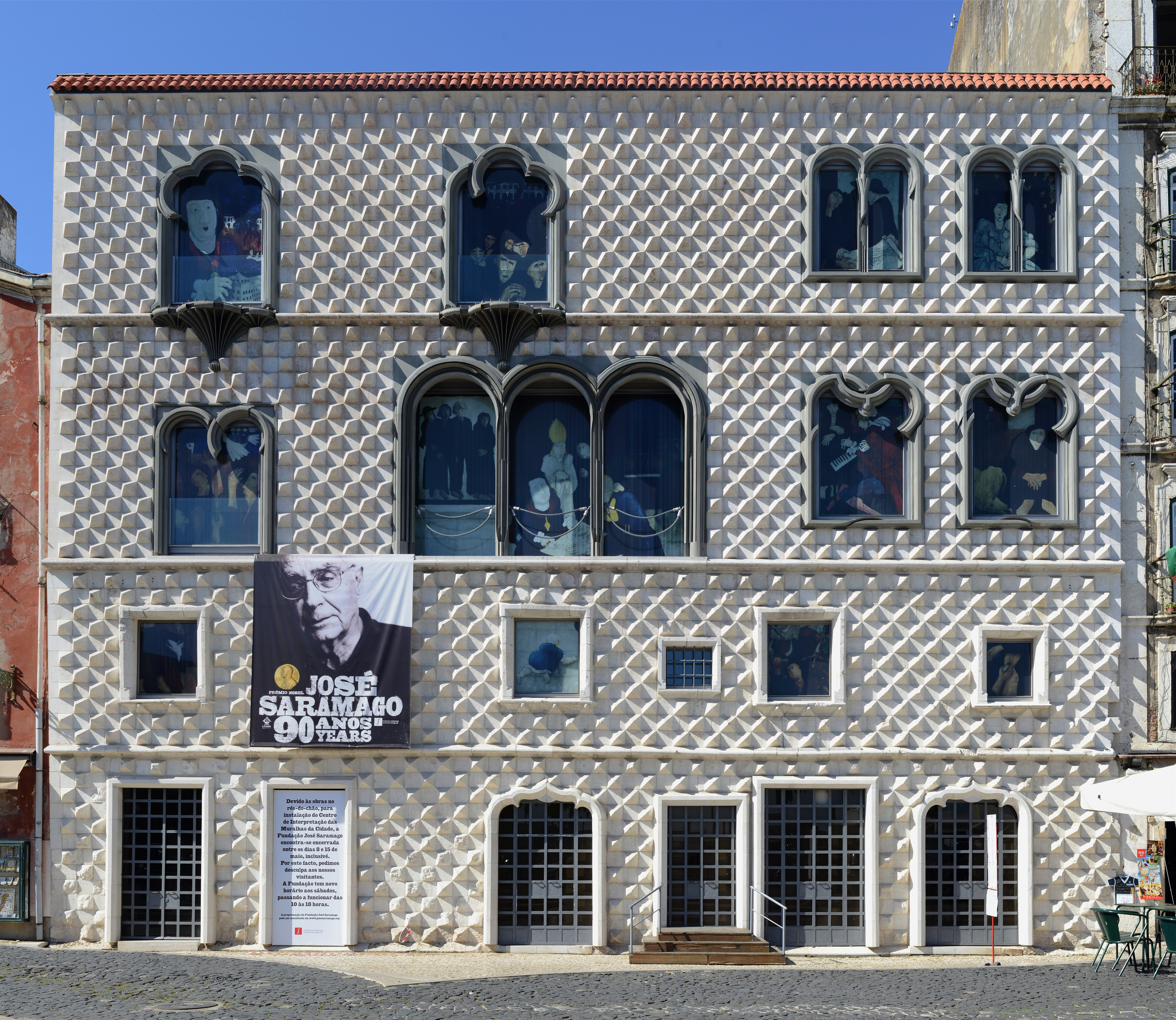
Casa dos Bicos, Lissabon (voltooid 1523)
Wapen van Mexico-Stad (ingevoerd 1523)

## Geboren
- 24 maart - Giulia van Varano, Italiaans edelvrouw
- 27 maart - Sebastiaan van Noyen, Nederlands architect en vestingbouwer
- 5 april - Blaise de Vigenère, Frans diplomaat
- 21 april - Marcantonio Bragadin, Venetiaans vloothoofd
- 12 juni - Jacob Adornes van Ronsele, Zuid-Nederlands edelman
- 4 juli - Pier Francesco Orsini, Italiaans edelman
- 5 juli - Margaretha van Valois, Frans prinses
- 18 juli - George II van Brieg, Silezisch edelman
- 21 september - Sancho d'Ávila, Spaans veldheer
- 22 september - Karel I van Bourbon, Frans kardinaal en tegenkoning
- 11 november - Joachim Hoppers, Nederlands jurist
- Martín Cortés, Spaans bediende
- Philip van Eberstein, Duits veldheer
- Erasmus vander Eecke, Zuid-Nederlands drukker
- Anna van Polen, echtgenote van Stefanus Báthory
- Jan van der Straet, Zuid-Nederlands schilder
- Jakob van Wesembeeck, Zuid-Nederlands politicus
- Chrispijn van den Broeck, Zuid-Nederlands schilder (jaartal bij benadering)
- Gulbadan Begum, Mogol prinses en schrijver (jaartal bij benadering)
- Catharina Howard, echtgenote van Hendrik VIII (jaartal bij benadering)
- Pieter Pourbus, Nederlands schilder (jaartal bij benadering)

## Overleden
- 7 of 17 januari - Elisabeth van Hessen-Marburg (56), Duits edelvrouw
- 23 januari - Esteve de Garret, Spaans geestelijke
- 4 mei - Henry Marney, Engels politicus
- 7 mei - Franz von Sickingen (42), Duits veldheer
- 28 mei - Lodewijk I van Nassau-Weilburg (~49), Duits edelman
- 1 juli - Jan van Essen, Nederlands monnik
- 1 juli - Hendrik Voes, Nederlands monnik
- 7 juli - Wijerd Jelckama (~33), Fries opstandelingenleider
- 13 augustus - Gerard David, Nederlands schilder
- 27 augustus - Domenico Grimani (~62), Venetiaans kardinaal
- 29 augustus - Ulrich von Hutten (35), Duits edelman
- 14 september - Adrianus VI (64), paus (1522-1523)
- 5 oktober - Bogislaw X (69), hertog van Pommeren
- 11 oktober - Bartolomeo Montagna, Italiaans schilder
- 16 oktober - Luca Signorelli, Italiaans schilder
- 24 oktober - Juw Dekama (~73), Fries staatsman
- oktober - William Cornysh (~58), Engels componist
- 4 december - Jan II van Wassenaer (~40), Noord-Nederlands veldheer
- 16 december - Bernardino López de Carvajal (67), Spaans kardinaal en tegenpaus
- Laura Bentivoglio, Italiaans edelvrouw
- Colimotl, vorst van Colima
- Filips Corsselaar (~52), Zuid-Nederlands edelman
- Josina van Egmond (~38), Noord-Nederlands edelvrouw
- Lodewijk I van Löwenstein (~60), Duits edelman
- Richard IV van Merode (~63), Noord-Nederlands edelman
- Johannes Pertcheval, Zuid-Nederlands schrijver
- Pietro Perugino, Italiaans schilder
- Ulrich Rülein von Calw (~58), Duits humanist
- Edward Stanley (~63), Engels militair